# Daytona Rush Soccer Club
O Daytona Rush Soccer Club é um clube de futebol americano que compete na USL League Two . 

## História
O clube é de propriedade do Rush Sports, que também é dono de três outras equipes da USL2 - Cedar Stars Rush, Colorado Rush Soccer Club e Virginia Beach United .  
Em 2019, na temporada de estreia da equipe, o clube terminou em terceiro na Divisão Sul.